# Fedor Rokotov
Fedor (ou Fiodor) Stepanovitch Rokotov (en russe : Фёдор Степа́нович Ро́котов), né en 1736 et mort le 12 décembre 1808 (24 décembre dans le calendrier grégorien), est un peintre russe du XVIIIe siècle, célèbre pour ses portraits.

## Biographie
Fedor Rokotov naît dans une famille de serfs attachée à la famille Repnine. Les faits du début de son existence restent peu connus. Il entre néanmoins à l'Académie impériale des beaux-arts de Saint-Pétersbourg puis achète sa liberté vers 1750. Il s'établit ensuite comme peintre portraitiste.
En 1765, il est élu académicien, mais abandonne vite ses fonctions, qui ne lui permettent plus de se consacrer à sa peinture. Il part finalement pour Moscou, où il vit jusqu'à sa mort et où ses portraits acquièrent une grande renommée.

## Quelques portraits

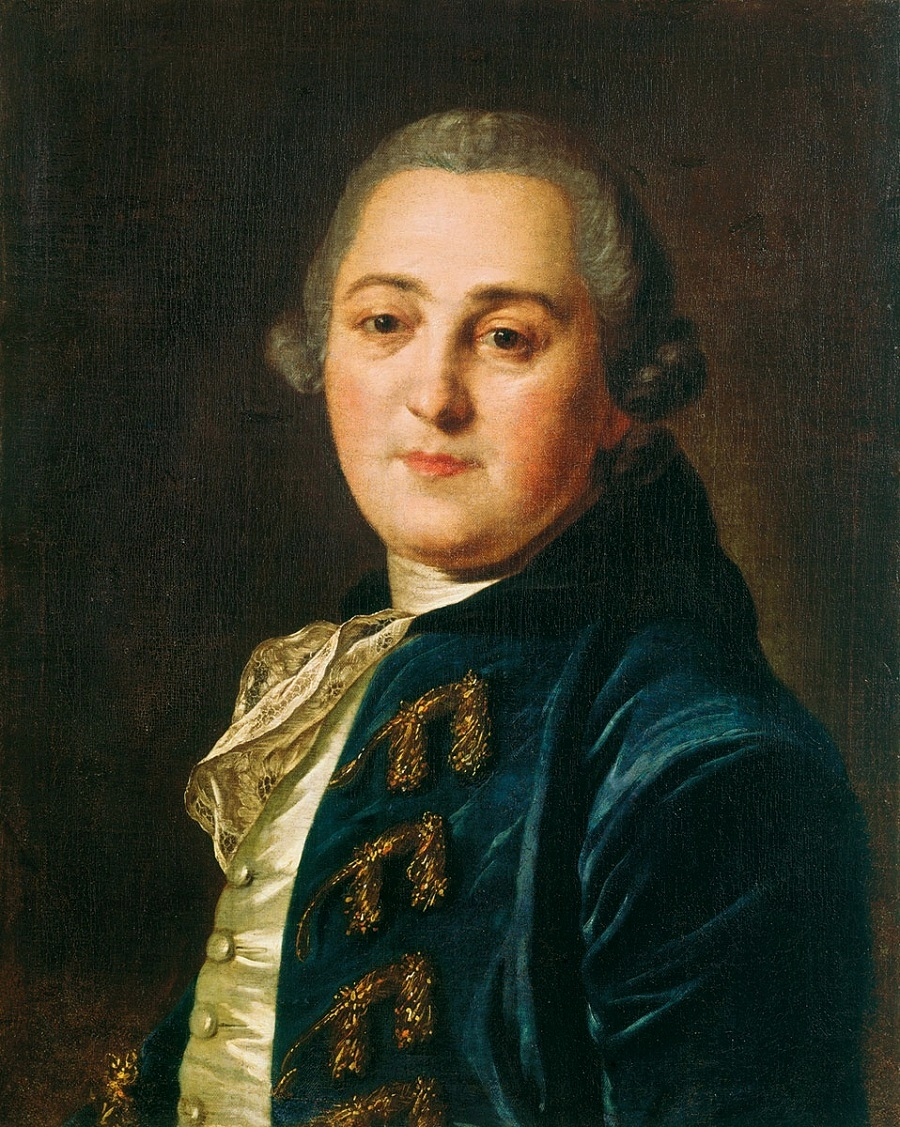
Nikita Akinfievitch Demidoff, 1760
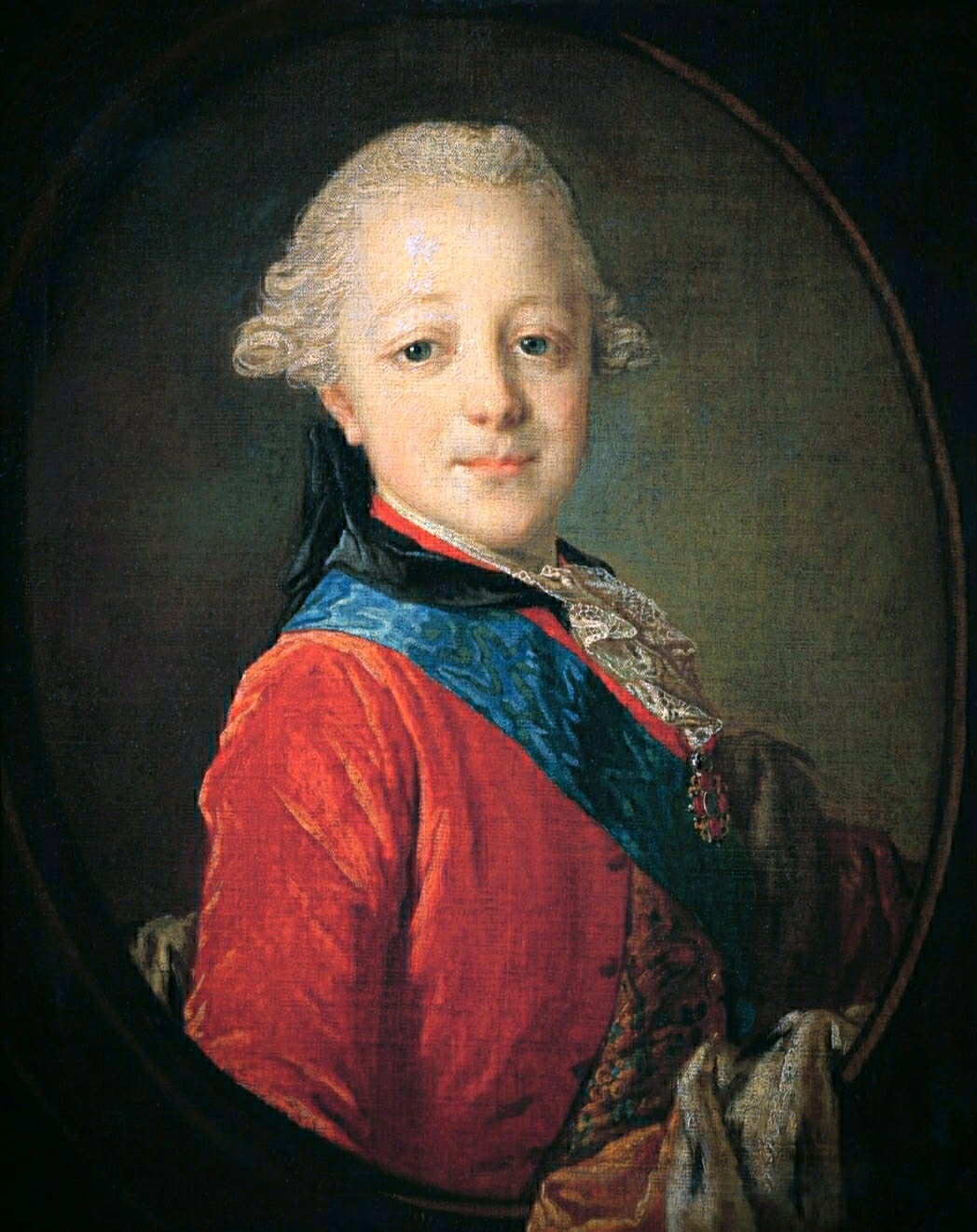
L'empereur Paul Ier enfant, 1761
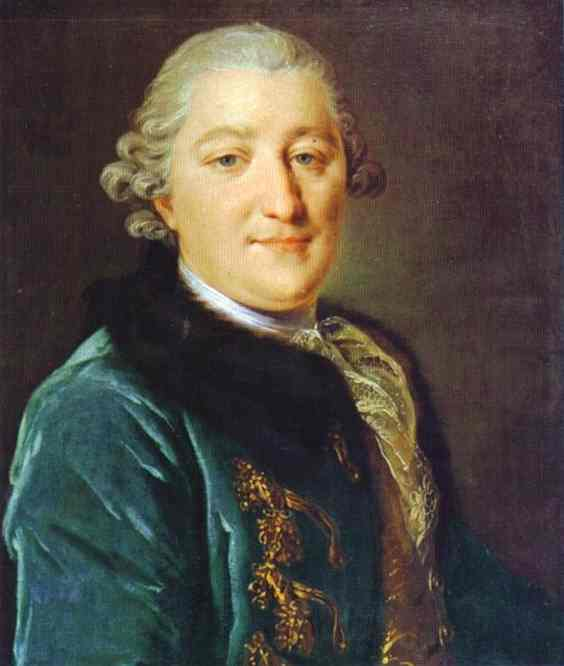
Grigori Orlov, vers 1762-1765
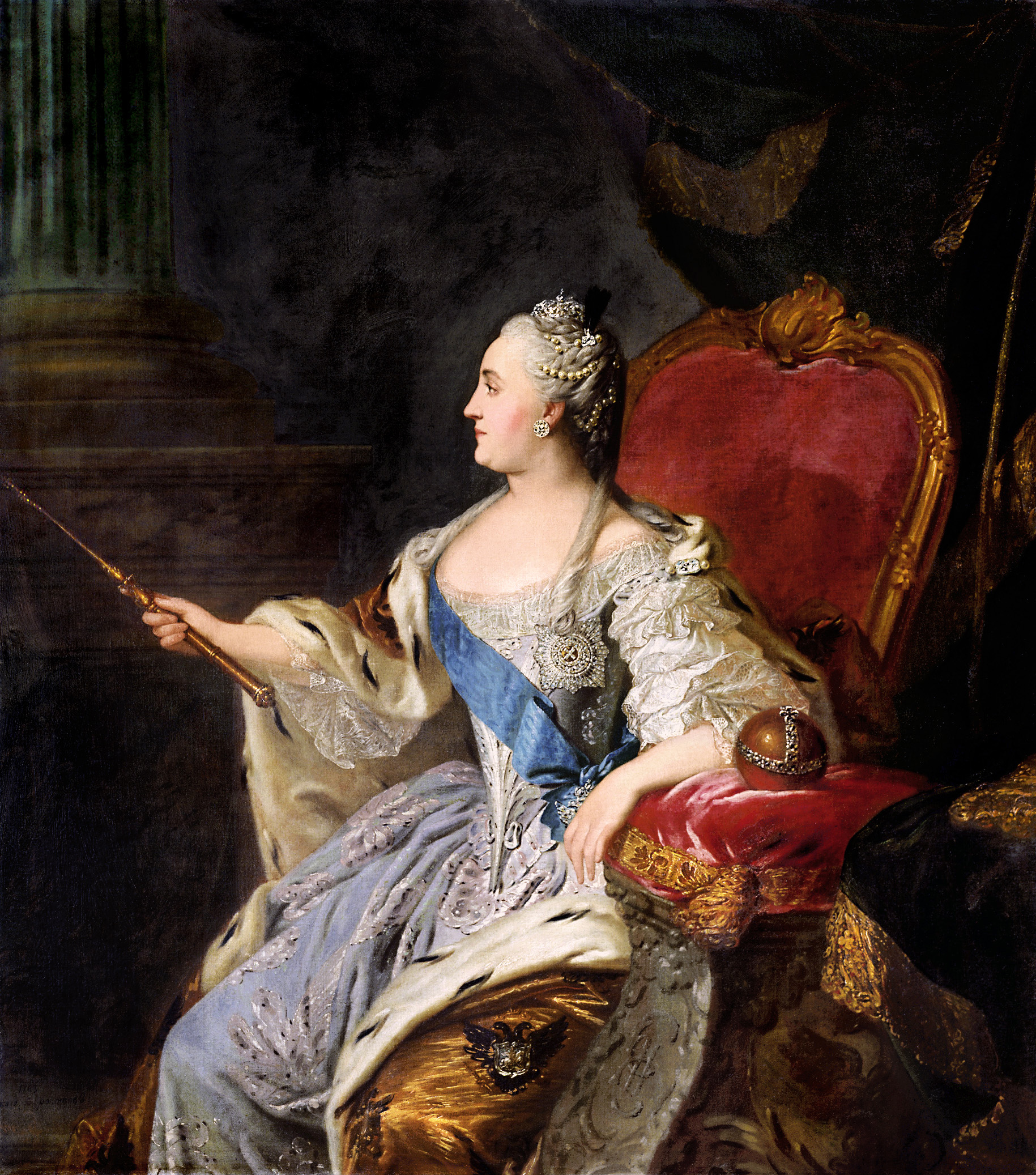
Catherine II, 1763
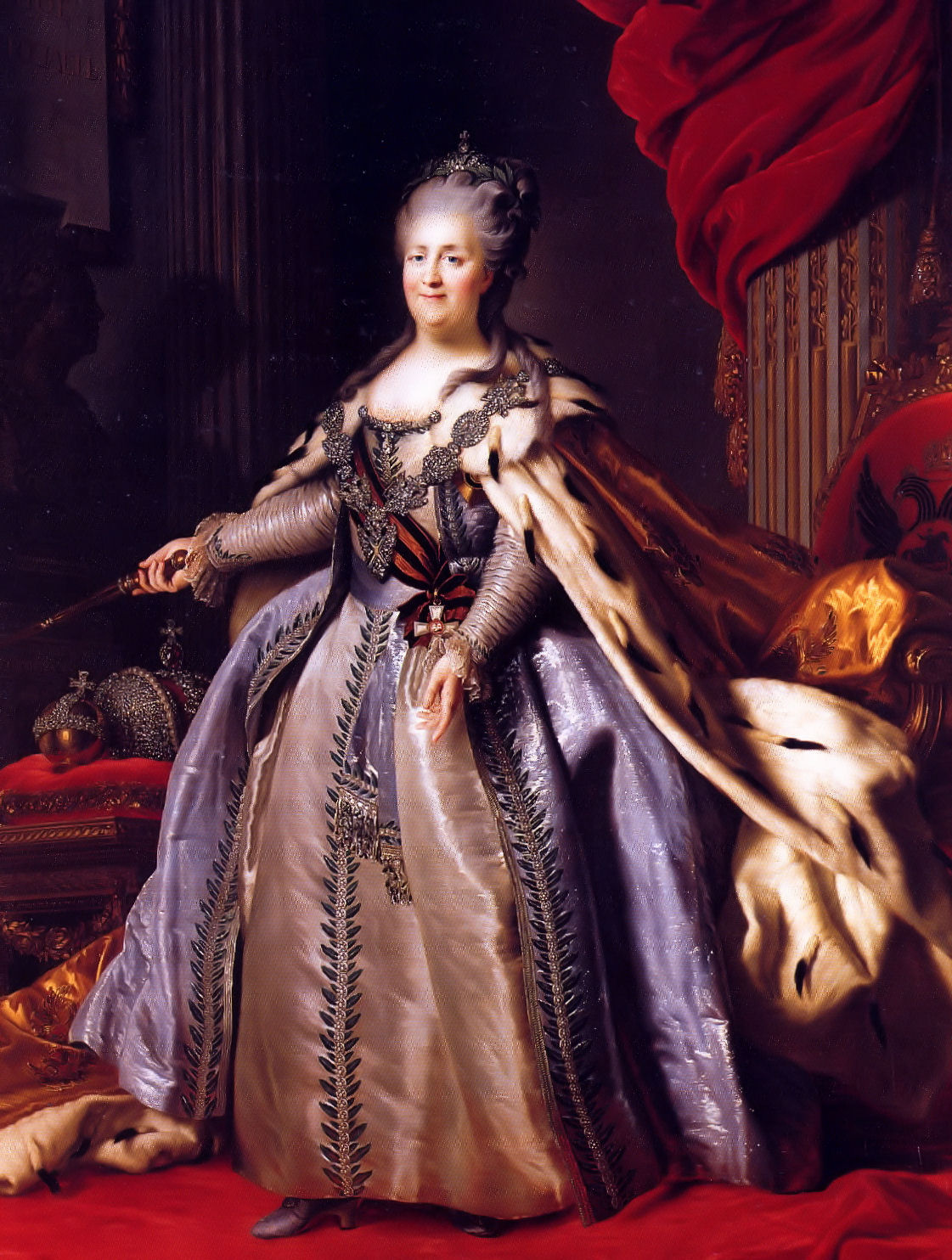
Catherine II, 1770
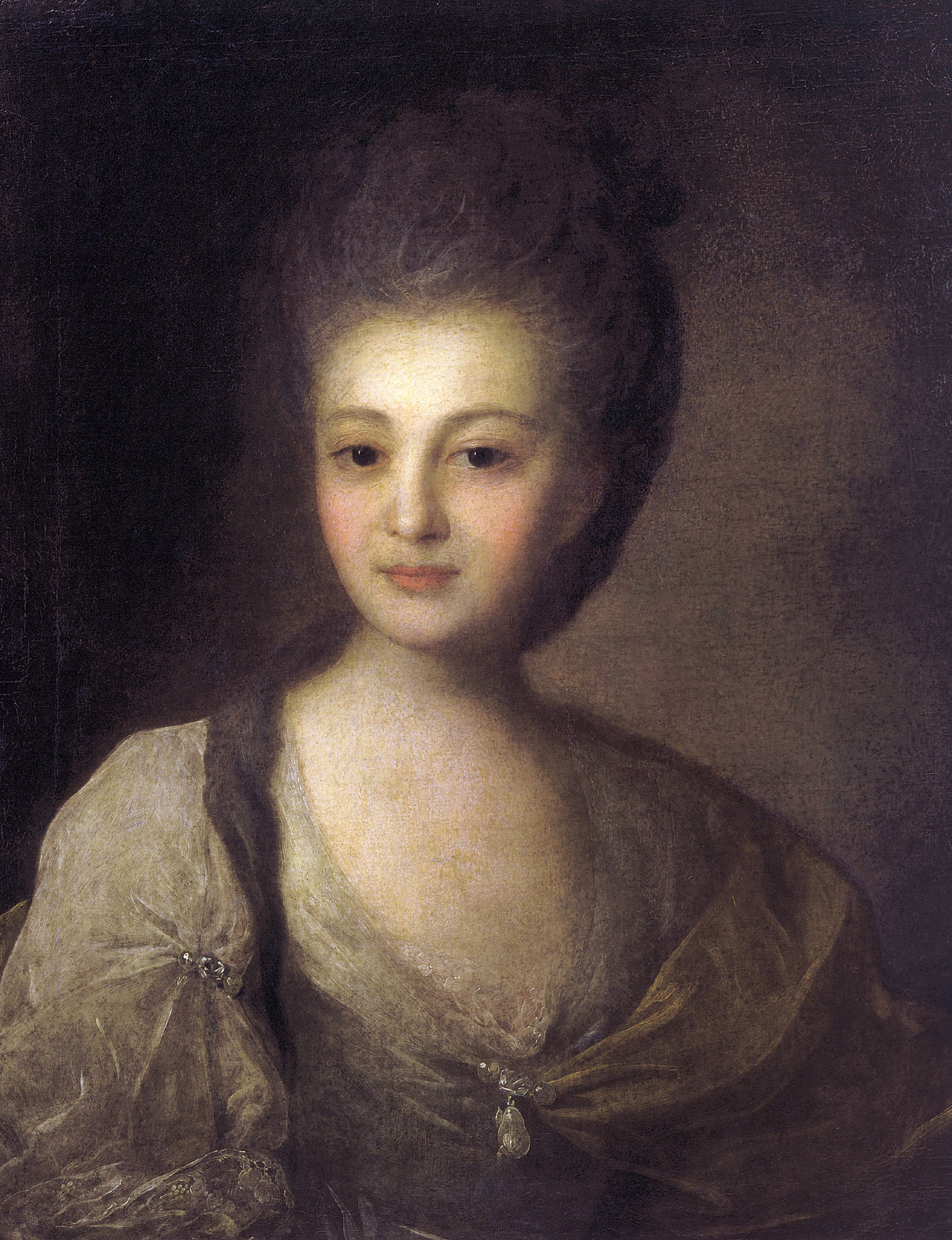
Alexandra Strouïskaïa, 1772
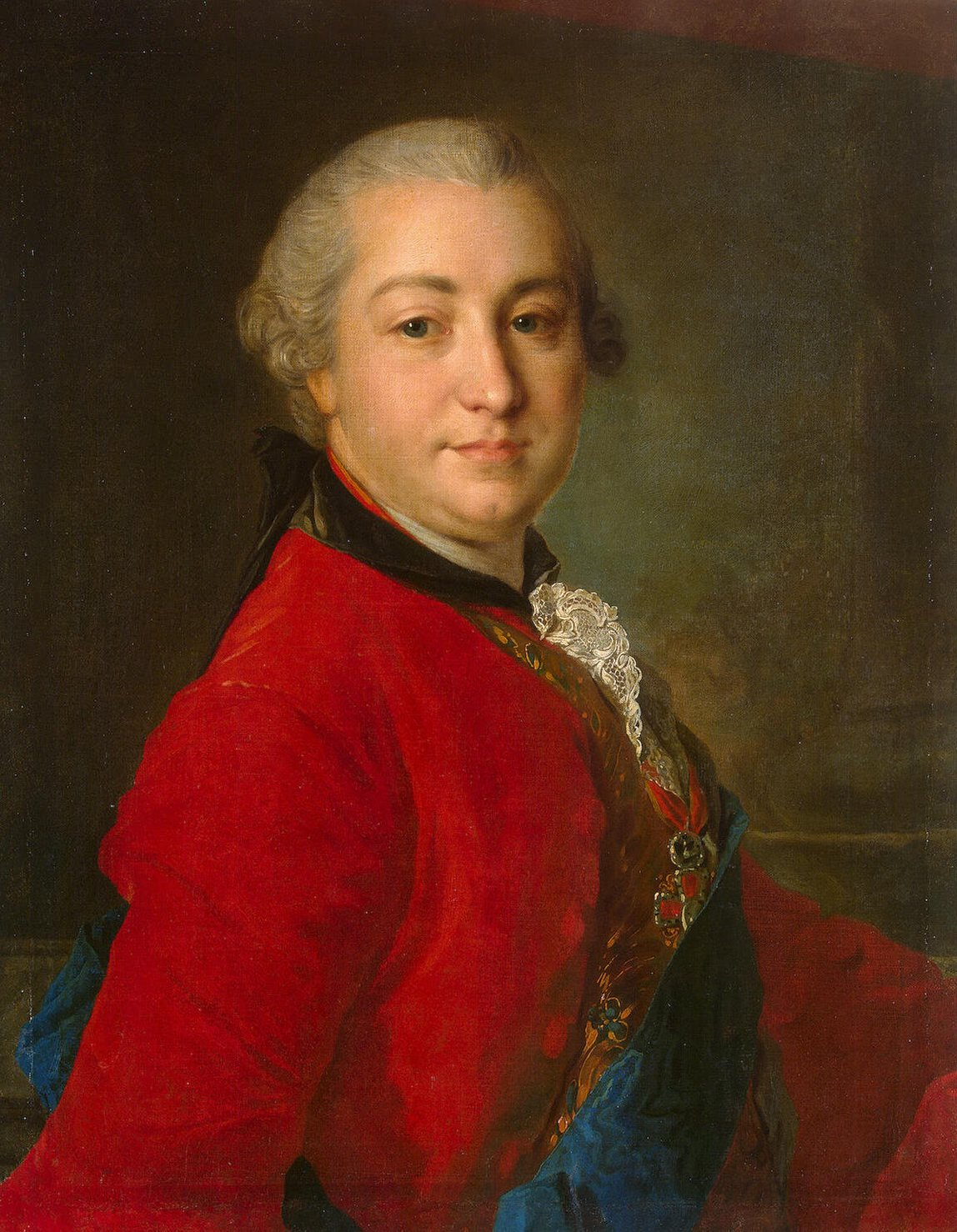
Le comte Ivan Chouvalov, 1760
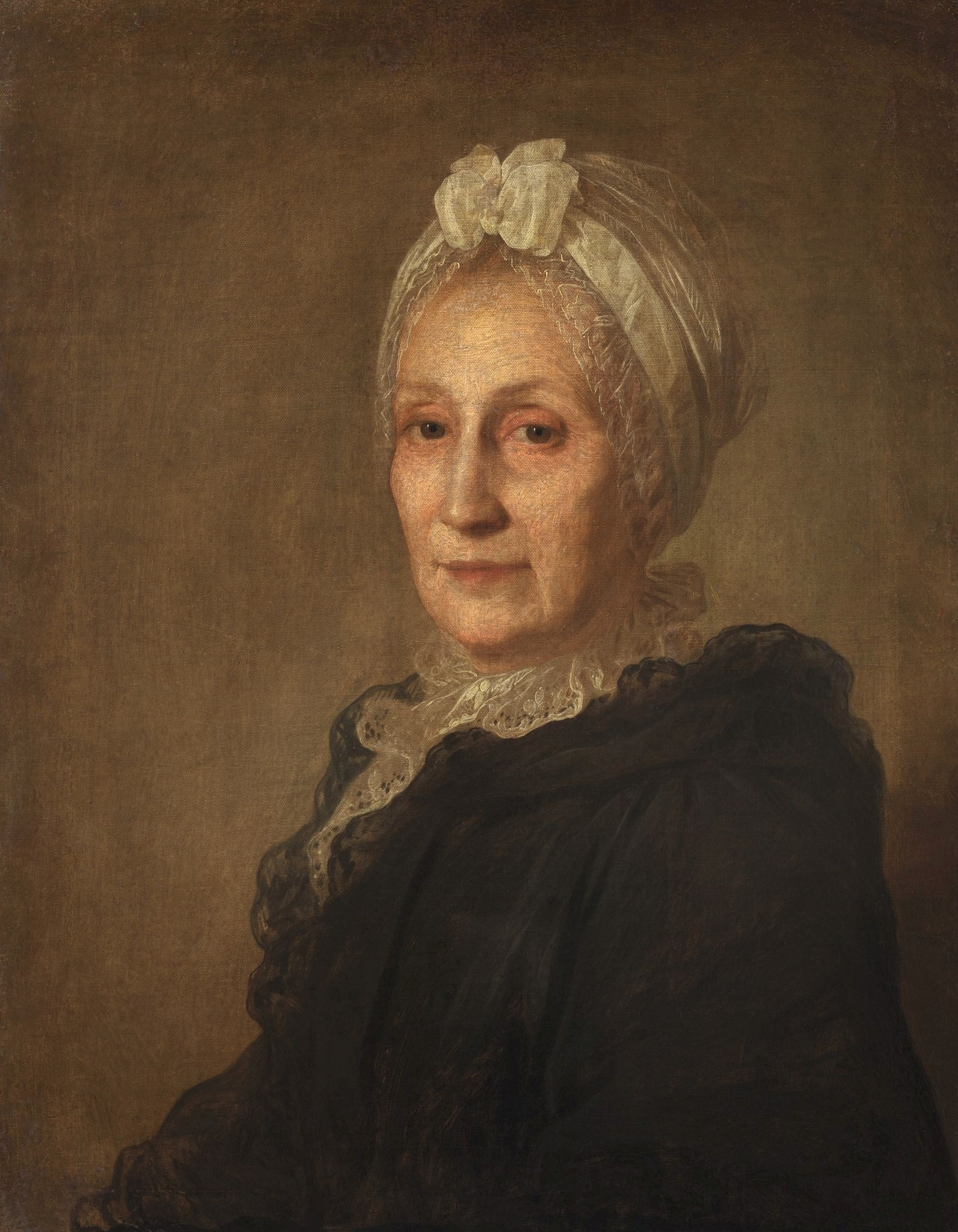
Anna Iourievna Kvachnina-Samarina, vers 1770
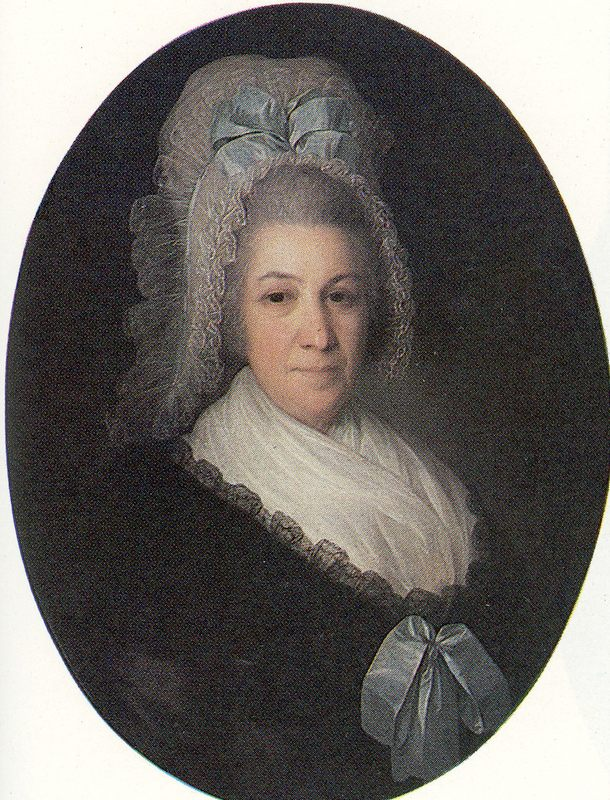
Femme au chapeau blanc, 1790